# Le Vaillant Petit Tailleur (bande dessinée)
Pour les articles homonymes, voir Le Vaillant Petit Tailleur (homonymie).
Le Vaillant Petit Tailleur est un album de bande dessinée de Mazan adapté du conte éponyme des frères Grimm et paru à l'origine en 1996 chez Delcourt.

## Auteur
Le scénario ainsi que les dessins et les couleurs sont de Mazan.

## Publications

### Éditions
- Le Vaillant Petit Tailleur, Delcourt (Collection Jeunesse) : première édition  (ISBN 2-84055-104-7) (1996)[3]
- Le Vaillant Petit Tailleur, Delcourt - L'École des loisirs (Collection Mille bulles) : réédition  (ISBN 978-2-7560-2968-9) (2011)[4]

### Compilation
- Contes des frères Grimm en bande dessinée, Delcourt (Collection Jeunesse) : compilation de plusieurs albums (192 pages)  (ISBN 978-2-7560-2968-9) (2015)[5]